# Justice League
Justice League (tiếng Việt: Liên Minh Công Lý), là một nhóm các nhân vật siêu anh hùng hư cấu, xuất hiện trong truyện tranh Mỹ do DC Comics phát hành. Justice League được hình thành bởi nhà văn Gardner Fox, và xuất hiện lần đầu tiên trong The Brave and the Bold #28 (tháng 3 năm 1960).
Một nhóm các siêu anh hùng được tập hợp trong các ấn phẩm khác của DC Comics, những người cùng nhau tham gia như một liên minh công lý. Những thành viên ban đầu là Aquaman, Batman, the Flash, Green Lantern, the Martian Manhunter, Superman, và Wonder Woman. Nhóm luôn thay đổi các thành viên trong những năm qua, bao gồm một loạt sự kết hợp các siêu anh hùng từ DC Universe.